# 矢島賢
矢島 賢（やじま けん、クレジット表記・ken yajima、1950年3月18日 - 2015年4月29日）は、日本のギタリスト、スタジオ・ミュージシャン。
ベーシストの江藤勲らとともに、日本の歌謡曲の黄金時代を、サウンド面で支えた。

## 経歴
群馬県前橋市生まれ。群馬県立渋川高等学校卒業後上京。ベトナム戦争最中の1969年より、横田や厚木等の在日米軍基地の将校クラブ、ティーンズ・クラブ等で演奏した。当時のゲストボーカルは五輪真弓。
その後東芝レコードプロデューサー渋谷森久の目に留まり、徐々にバンド活動からスタジオ・ミュージシャンの道を歩み始める。郷ひろみの「男の子女の子」や、山口百恵の「プレイバックPart2」、近藤真彦「ハイティーン・ブギ」などのヒット曲のセッションに参加し、セッション・ギタリストとしての名声を高める。他にも沢田研二や井上陽水、吉田拓郎、長渕剛など数多くのアーティストのレコーディングに参加。しかし、これらのシングルには名前が表記されないことが多く、矢島の活動が知られるようになったのは2000年代になって再評価が進んでからである。
1981年にフェアライトII、その後フェアライトIIIを導入し、アメリカMCI製2インチ24トラックとサウンドクラフト製コンソールで、ホームレコーディングを都内で始めた。
1982年には「矢島賢&ヴィジョンズ」名義で『REALIZE』発表。
1984年から妻であるキーボーディストの矢島マキ（田代真紀子）、岩沢幸矢・MANA夫妻と結成した「Light House Project」名義で編曲を主として活動（下記参照）。
長渕剛は矢島のことを「ソロギタリストで唯一頭が上がらない人物」と公言し、長渕の「海」は矢島のために書いた曲と言っており、矢島のギターソロが大々的にフィーチャーされている。
長渕は「Guitar Magazine」2009年11月号のインタビューの中で、『クラプトンも好きだし、クレイジー・ホースとニール・ヤングも好きだし……後、矢島賢だね、俺は。今はどこかへ消えちゃったけど。探してるけどいないんだ、行方不明なんだよ(笑)。クレイジーでぶっ飛んでて、あんなブルース・ギターを弾ける人は日本にはいないよ。俺は彼と1980年から7年位一緒にバンドをやったけど、凄かった。あの人のギターは今までで一番。どんな海外のアーティストよりも凄い。ロスの有名なティム・ピアースのプレイもエッジが尖っててソリッドでバーンと伝わってくるけど、矢島賢のプレイはそれ以上だ。ぜひ、また一緒にやりたい。復活してほしいね。』と語っている。
その後、「Guitar Magazine」2013年11月号に矢島のロングインタビューが掲載された。
2015年4月29日に死去。享年65歳。
死後の2016年に発売された『ニッポンの編曲家』（川瀬泰雄+吉田格+梶田昌史+田渕浩久編、ディスクユニオン）に、最後のインタビューが収載された。

## ディスコグラフィー

### アルバム
- REALIZE（1982年、矢島賢&ヴィジョンズ名義）

### サウンドトラック
- YAWARA! オリジナル・サウンドトラック（1989年）

## 音楽
- メタルスキンパニック MADOX-01（1988年）
- YAWARA!（1989年）

## 作曲
- TABO'S PROJECT
  - DANCE AWAY (ひとりぼっちにサヨナラ)

## 編曲
- AKEMI
  - ひいらぎ
- 浅倉亜季
  - Double Meaning
- 勇直子
  - センターラインが終わるとき
  - BOYS AND GIRLS
- 大井裕子
  - 横浜ウィスパー
- 太田美知彦
  - STARTING OVER
- 欧陽菲菲
  - 星影のバラード(More Than I Can Say)
- 片平なぎさ
  - 二人のシンフォニー
- 河合奈保子
  - バラードを止めて
- 郷ひろみ
  - シャトレ・アモーナ・ホテル
  - 愛しい他人〜パリの散歩道〜 (2014ver.)
- 杉浦幸
  - 4月列車
  - 六本木十時軍
  - 真夏のアマン
  - 近道（ショートカット）
- 芹澤廣明
  - 愛が眠る日まで-真夏のランナーII-
- 高橋里奈
  - × BATSU （※矢島マキと共同編曲）
- 高杢禎彦
  - 恥ずかしきことの数々
- 田中義剛
  - デンジャー・ゾーン
  - ロリーグハート
- 夏山美樹
  - フラッシュ・オブ・サンダー
- 新倉芳美
  - ともだち関係
- 藤井一子
  - SUMMER RAIN
- 堀ちえみ
  - ハートブレイクRHAPSODY
- 息っ子クラブ
  - ちょっと辛いあいつ
  - 気紛れな君が好き
- 森口博子
  - エンドレス・ドリーム
  - 遠くから見ていて
- 八神純子
  - I'm A Woman
  - チーター (CHEATER)
- 山瀬まみ
  - 素直になれなくて
- 泰葉
  - COOL TOWN
  - HOT TOWN
- 和田アキ子
  - だってしょうがないじゃない
- 渡哲也
  - ありんこ

## 参加作品

### あ行
- 東てる美
  - 風の伝言
- アリス
  - 遠くで汽笛を聞きながら
- 石川ひとみ
  - くるみ割り人形
  - らぶ・とりーとめんと
- 井上陽水
  - 陽水II センチメンタル
- 岩崎宏美
  - ロマンス
- 岩崎良美
  - タッチ[5]
- 及川恒平
  - 雨がふりそうだなあ
- 太田裕美
  - 心が風邪をひいた日
- 大野克夫
  - FREE WAYS
- N.S.P
  - 八月の空へ翔べ
- 岡崎友紀
  - 明日のスケッチ
- 岡田奈々
  - クリームソーダ
- オフコース
  - 忘れ雪

### か行
- 海援隊
  - 漂白浪漫
- 風
  - 風ファーストアルバム
  - 時は流れて…
- 金井夕子
  - Feeling Lady
  - invitation
  - CHINA ROSE
- 加山雄三
  - 加山雄三1976
- 川村ゆうこ
  - こんなに空が青くては
- 木之内みどり
  - ジュ・テーム
- キャノンボール
  - 夜の紋章のなかで
- 郷ひろみ
  - 男の子女の子
- 越路吹雪
  - 一寸おたずねします
- 近藤真彦
  - ハイティーン・ブギ

### さ行
- 西城秀樹
  - 若き獅子たち
- 佐々木幸男
  - ほーぼー
- 沢田研二
  - いくつかの場面
  - チャコール・グレイの肖像
  - 思いきり気障な人生
  - 憎みきれないろくでなし
  - LOVE 〜愛とは不幸をおそれないこと〜
  - TOKIO
- 沢田聖子
  - 坂道の少女
- しばたはつみ
  - シンガーレディー
- CBS/SONY SOUND IMAGE SERIES
  - NEW YORK
- 庄野真代
  - るなぱあく
- 杉田二郎
  - 旅立つ彼
- スリー・ディグリーズ
  - にがい涙

### た行
- 高見知佳
  - シンデレラ
  - シルエット
- 田口清
  - DAYBREAK
- チェッカーズ
  - FLOWER
- CHAGE and ASKA
  - 風舞
  - 熱風
  - 熱い想い
  - CHAGE&ASUKA IV -21世紀-
  - INSIDE CHAGE&ASUKA V
  - Z=One
  - TURNING POINT
  - RHAPSODY
  - ENERGY
- 寺内タケシ
  - 華麗なる寺内タケシの世界

### な行
- ナイアガラ・トライアングル
  - NIAGARA TRIANGLE Vol.2
- 中島みゆき
  - 親愛なる者へ
  - 臨月
- 中森明菜
  - 少女A[5]
  - ファンタジー〈幻想曲〉
  - NEW AKINA エトランゼ
  - ANNIVERSARY
  - サザン・ウインド
  - 十戒 (1984)
  - POSSIBILITY
  - BITTER AND SWEET
- 長渕剛
  - Bye Bye
  - 時代は僕らに雨を降らしてる
  - LICENSE
  - NEVER CHANGE
  - とんぼ
  - 激愛
  - 昭和
  - 長渕剛LIVE'89
  - しょっぱい三日月の夜
  - JEEP
  - 家族
  - LIVE COMPLETE '95〜96
  - ひまわり
  - ふざけんじゃねぇ
  - SAMURAI
- 西田佐知子
  - いつもの午後
- 野口五郎
  - 私鉄沿線
  - 76GORO IN SUN PLAZA
  - Goro&Hiroshi 2〜時にはラリーカールトンのように〜
  - 77 GORO IN NISSEI THEATRE 日生劇場特別リサイタル
  - 77 GORO IN SUN PLAZA
  - グッド・ラック

### は行
- 萩原健一
  - D'ERLANGER
- 浜田省吾
  - LOVE TRAIN
- 原田真二
  - Feel Happy
- ビリーバンバン
  - ビリーバンバンリサイタル
  - Two Way Street
- 布施明
  - シクラメンのかほり

### ま行
- 松田聖子
  - 風立ちぬ
- 南沙織
  - 傷つく世代

### や行
- 八神純子
  - 素顔の私
  - FULL MOON
  - COMMUNICATION
- 柳田ヒロ
  - HIRO
- 山口百恵
  - プレイバックPart2
  - COSMOS (宇宙)
  - A Face in a Vision
  - ロックンロール・ウィドウ
  - 曼珠沙華
- 山田パンダ
  - ラブリーハットショップ
- 吉田拓郎
  - 伽草子
  - 今はまだ人生を語らず
  - となりの町のお嬢さん
  - 明日に向って走れ
  - 俺が愛した馬鹿
  - Long time no see
  - 感度良好 波高し
- よしだたくろう・かまやつひろし
  - シンシア

### ら行
- りりィ
  - ダルシマ

## Light House Project
- 浅倉亜季
  - 南の風・夏少女
  - オータム・リップス
- 岩崎良美
  - ティーネイジ・サマーハウス
  - 哀愁クルーズ
  - チークタイムの涙
  - ビキニな夏がやってくる
  - Let It Green
  - 夕陽のラストボール
- うしろゆびさされ組
  - お呼びじゃないの
  - 上手な恋の飲みかた
  - 天使のアリバイ
- 工藤夕貴
  - TEARS FOR GIRLS
- 高井麻巳子
  - シンデレラたちへの伝言
- チェッカーズ
  - ローリング・ダイヤモンド
  - 愛と哀しみのラストショー
- チャゲ&飛鳥
  - SHAKIN'NIGHT
  - Count Down
- TOM★CAT
  - ふられ気分でRock'n' Roll
  - サマータイム グラフィティ
  - 生まれついてのCRAZY
  - ひとりぼっちの反乱軍
  - LOVE SONG
- とんねるず
  - そこはかとなく揺らめきハート
- 中村あゆみ
  - 街は毎日バースデイ（作曲）
- 堀ちえみ
  - ジャックナイフの夏
  - ハートブレイクRHAPSODY
  - 太陽No.1
  - 波の中のフューチャー
  - ルージュの海
  - BABY OIL BABY
  - 胸にブラインド
  - 夢色バルーン
  - Follow you－ケンカしても－
  - 夕焼けはひとりぼっち
  - 恋のための練習曲(エチュード)
  - 夏咲き娘
  - 悪い夏